# 天威部隊
天威部隊隸屬於中華民國國防部，由中華民國國軍的特種部隊臨時編組而成，擔任營區滲透假想敵，專責潛入國軍營區滲透與破壞，測驗友軍的反滲透能力。
早年天威部隊初期所納編八支部隊，依部隊任務性質區分如下： 
- 戰鬥蛙人：中華民國海軍水中爆破大隊、中華民國海軍陸戰隊兩棲偵搜大隊、中華民國陸軍航空特戰指揮部兩棲偵察營、國防部軍事情報局海上情報隊
- 特種勤務中隊：中華民國憲兵特勤隊、中華民國海軍陸戰隊特勤隊、中華民國陸軍航空特戰指揮部高空特種勤務中隊

以上所述單位是成立時的編制名稱，某些單位已經隨著精實案裁軍合併整編。這八支部隊於開戰前，針對十六個不同的目標進行武力突擊行動以及臨時任務。天威部隊隊員必然為中華民國國軍納編兵力，而且是來自特種部隊的精英，並非謠傳素行不良社會人士。
天威部隊成立的動機，僅止於針對解放軍與威脅中華民國國土安全的敵對國家，並針對敵軍特定目標，在中華民國國軍正規戰發起攻擊之前，以特種作戰為手段發起突擊、破壞，為中華民國國軍開啟安全的海上航線與空中航線，並伺機結合當地反抗勢力對敵軍進行襲擊、騷擾、破壞，行動雖然是演習，但受測方不免會打真的，結果演變成雙方打架真衝突，到時還是得要叫雙方的連長或隊長出來協調。
1996年底，臺灣海峽飛彈危機爆發，新任中華民國參謀總長羅本立一級上將為提升中華民國國軍整體作戰能力、讓各部隊繃緊神經，於是下令天威部隊突襲各部隊。1996年12月，海軍陸戰隊陸戰第九九師（海軍陸戰隊陸戰九九旅前身）師部遭天威部隊滲透成功，師長徐台生少將隨即遭撤職。
事後據了解乃是因兩岸情勢緊張，營區常常有或中華民國國防部（含參謀本部）高級長官乘坐軍用直升機臨時前來視察部隊戰備，各部隊都習以為常，便不疑有他允許降落，當直升機甫一降落，天威部隊成員便以迅雷不及掩耳的速度衝出，把在機門外準備恭迎長官的師長徐台生少將抓進尚未熄火的中華民國陸軍航空特戰指揮部UH-1直升機內起飛載走。

### 引用
1. ↑  陳東龍、張緯中. . NOWnews今日新聞. 2006-03-29  [2024-06-15]. （原始内容存档于2006-03-29） （中文（臺灣））.
2. ↑  游凱翔. . 中央社. 2022-02-04  [2024-12-02]. （原始内容存档于2024-12-03） （中文（臺灣））.
3. ↑  程彥豪、姜毅宏. . 三立新聞網. 2017-07-06  [2024-12-02]. （原始内容存档于2024-12-15） （中文（臺灣））.
4. ↑  . ETtoday新聞雲.   [2025-03-01]. 原始内容存档于2025-01-19.
5. ↑  陳定瑜. . 中時新聞網. 2017-12-25  [2024-12-02]. （原始内容存档于2021-08-03） （中文（臺灣））.

### 來源
- 戴志揚. . 中國時報. 2008-04-24 （中文（臺灣））.
- 胡大安. . facebook.   [2024-06-15] （中文（臺灣））.
- 朱淑君、張政捷. . 華視. 2024-07-12  [2024-12-02] （中文（臺灣））.
- 吳明. . 新新聞. 2017-10-16  [2024-12-02] （中文（臺灣））.
- . 聯合新聞網. 2020-08-08  [2024-12-02]. （原始内容存档于2024-12-15） （中文（臺灣））.